# Anden-Opossum
Das Anden-Opossum (Didelphis pernigra), auch Anden-Weißohropossum genannt, ist eine Beuteltierart, die an den bewaldeten Hängen der nördlichen Anden vom nordwestlichen Venezuela über Kolumbien, Ecuador und Peru bis ins westliche Bolivien vorkommt.

## Beschreibung

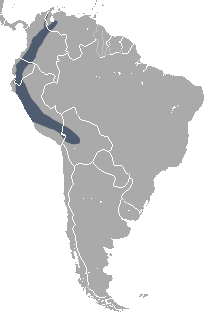
Verbreitungsgebiet

Die Tiere erreichen eine Kopfrumpflänge von 33 bis 44 cm, haben einen 32 bis 41 cm langen Schwanz und erreichen ein Gewicht von 0,72 bis 1,2 kg. Männchen und Weibchen haben eine andere Schädelform. Das Rückenfell ist schwärzlich. Es besteht aus zwei Haarschichten, einer unteren Schicht, die von Haaren mit einer hellen, gelblichweißen Basis und schwarzen Spitzen gebildet wird und einer Schicht von schwarzen Deckhaaren. Das Bauchhaar ist weißlich mit schwarzen Spitzen, die Kehle ist rostfarben. Der Kopf ist weißlich und zeigt die für Opossums typische dunkle Maskenzeichnung, eine mittige, immer schmaler werdende Linie, die sich von der Stirn bis zwischen die Augen erstreckt, und dunkle Ringe um die Augen, die sich bis zur Nase zuspitzen. Zwischen den hinteren Augenrändern und den Ohrbasen ist das Fell grau. Die Ohren sind groß und weißlich bis rosig. Sie kontrastieren deutlich mit dem schwarzen Fell der Kopfoberseite und des Rückens. Vorder- und Hinterbeine, sowie Vorder- und Hinterfüße sind schwarz. Der Schwanz ist schwarz, die Spitze ist gelblichweiß. Das körpernahe Drittel des Schwanzes ist behaart, der Rest ist unbehaart.

## Lebensraum und Lebensweise
Das Anden-Opossum kommt in Bergwäldern und Trockenwäldern in Höhen von über 1500 Metern vor, in Venezuela auch im unteren Páramo, an der trockenen Pazifikküste Perus auch im Tiefland in der Vegetation von Flussufern. Generell ist die Art anpassungsfähig und auch in Sekundärwäldern, auf Ackerland und an den Rändern menschlicher Siedlungen anzutreffen. Anden-Opossums leben mehr auf dem Erdboden als auf Bäumen oder Sträuchern. Im westlichen Venezuela sind 86 % der in Fallen gefangenen Anden-Opossum in Fallen gegangen, die auf dem Boden platziert waren. Über die Ernährung ist bisher nichts und über das Fortpflanzungsverhalten ist nur wenig bekannt. In Venezuela wurden Weibchen mit Jungtieren im Februar und März, sowie im Juni und im Juli beobachtet. Die Trächtigkeitsdauer beträgt wahrscheinlich nur 12 Tage. In Kolumbien hatten Weibchen zwischen zwei und sieben Jungtiere.

## Gefährdung
Das Anden-Opossum gilt als ungefährdet. Es hat ein relativ großes Verbreitungsgebiet, ist häufig und kommt auch in einigen Schutzgebieten vor.

## Belege
1. 1 2 3 4  Diego Astúa: Family Didelphidae (Opossums). in Don E. Wilson, Russell A. Mittermeier: Handbook of the Mammals of the World – Volume 5. Monotremes and Marsupials. Lynx Editions, 2015, ISBN 978-84-96553-99-6. Seite 162.
2. ↑  Didelphis pernigra in der Roten Liste gefährdeter Arten der IUCN 2016. Eingestellt von: Pérez-Hernandez, R., Solari, S., Tarifa, T. & Lew, D., 2015. Abgerufen am 17. November 2018.